# Блюмінг

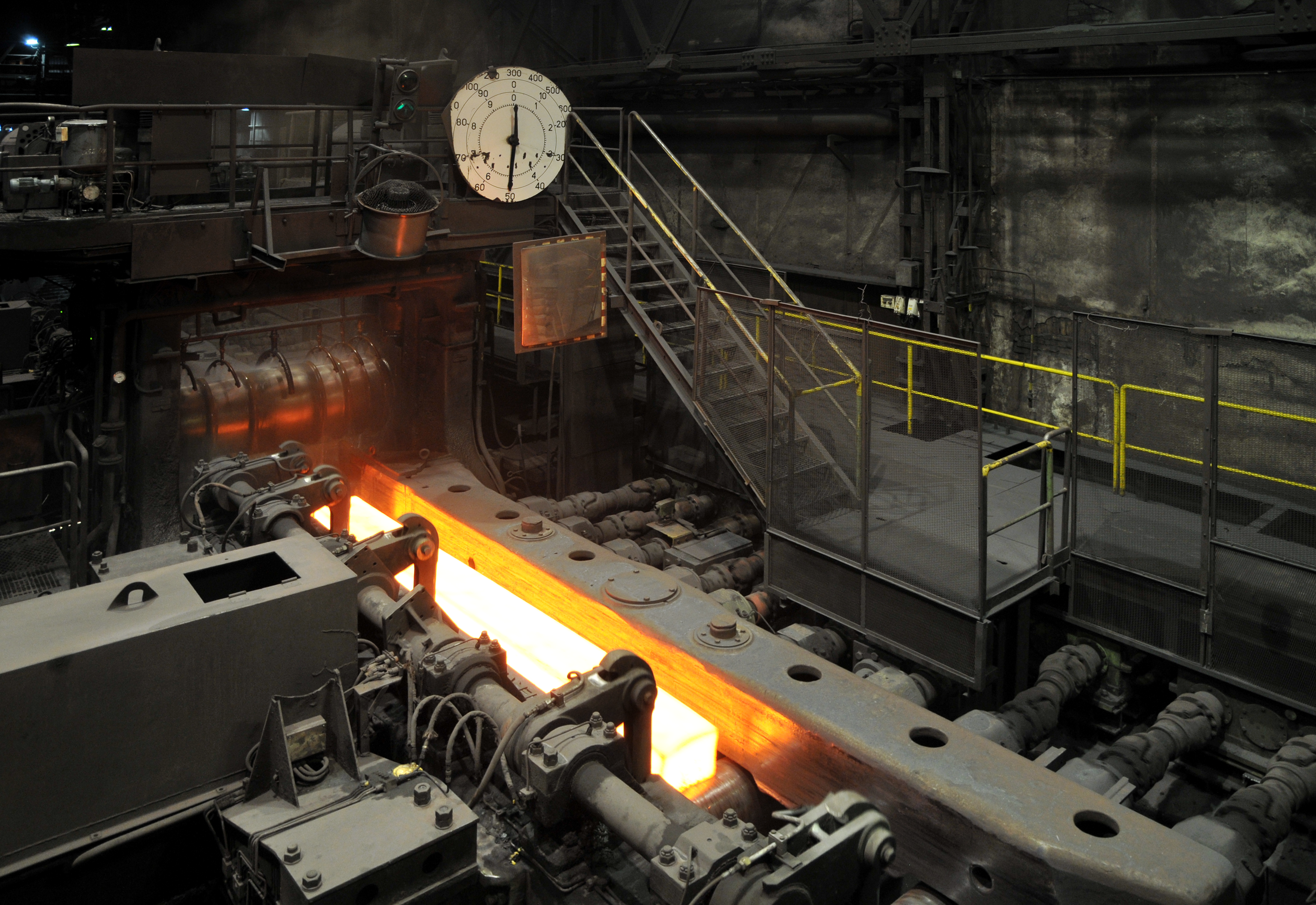
Блюмінг.

Блю́мінг, або блу́мінг (англ. blooming — «виготовлення блюмів») — обтискний вальцювальний стан, призначений для обтискання сталевих зливків вагою від 3 до 10 т і більше на блюми, а при потребі — на сляби.
Складається з робочої кліті з пристроями для переміщення і кантування зливків, привода валків робочої кліті, рольгангів, ножиць та інших допоміжних механізмів.
Блюмінг поділяються на
- великі двовалкові (валки діаметром 1100—1350 мм);
- малі двовалкові (валки діаметром 900—1000 мм);
- тривалкові (валки діаметром 700—900 мм).

За кількістю клітей двовалкові блюмінги поділяються на
- одноклітьові,
- двоклітьові (тандем)
- багатоклітьові безперервні.

Загальна вага устаткування блюмінгу досягає 5000 т.
Продуктивність сучасного великого одноклітьового блюмінга становить 2— З млн т на рік, двоклітьового — 3,5—5 млн т. Потужність двигуна головного привода блюмінга 7000—10 000 к. с.
Перший вітчизняний блюмінг виготовлено в 1931 для Макіївського металургійного заводу.